# Draillant
Draillant est une commune française située dans le département de la Haute-Savoie, en région Auvergne-Rhône-Alpes.

## Géographie
Communes limitrophes : Allinges au nord, Orcier et Lullin à l’est, Habère-Poche au sud,  Cervens et Perrignier à l’ouest.

## Urbanisme

### Typologie
Au 1er janvier 2024, Draillant est catégorisée commune rurale à habitat dispersé, selon la nouvelle grille communale de densité à sept niveaux définie par l'Insee en 2022.
Elle appartient à l'unité urbaine de Perrignier, une agglomération intra-départementale regroupant cinq  communes, dont elle est une commune de la banlieue,,. Par ailleurs la commune fait partie de l'aire d'attraction de Genève - Annemasse (partie française), dont elle est une commune de la couronne,. Cette aire, qui regroupe 158 communes, est catégorisée dans les aires de 700 000 habitants ou plus (hors Paris),.

### Occupation des sols
L'occupation des sols de la commune, telle qu'elle ressort de la base de données européenne d’occupation biophysique des sols Corine Land Cover (CLC), est marquée par l'importance des forêts et milieux semi-naturels (57,9 % en 2018), une proportion sensiblement équivalente à celle de 1990 (58,3 %). La répartition détaillée en 2018 est la suivante : 
forêts (52,1 %), zones agricoles hétérogènes (23,3 %), prairies (12,8 %), milieux à végétation arbustive et/ou herbacée (5,8 %), zones urbanisées (2,8 %), terres arables (2,5 %), zones humides intérieures (0,5 %), cultures permanentes (0,2 %).
L'IGN met par ailleurs à disposition un outil en ligne permettant de comparer l’évolution dans le temps de l’occupation des sols de la commune (ou de territoires à des échelles différentes). Plusieurs époques sont accessibles sous forme de cartes ou photos aériennes : la carte de Cassini (XVIIIe siècle), la carte d'état-major (1820-1866) et la période actuelle (1950 à aujourd'hui).

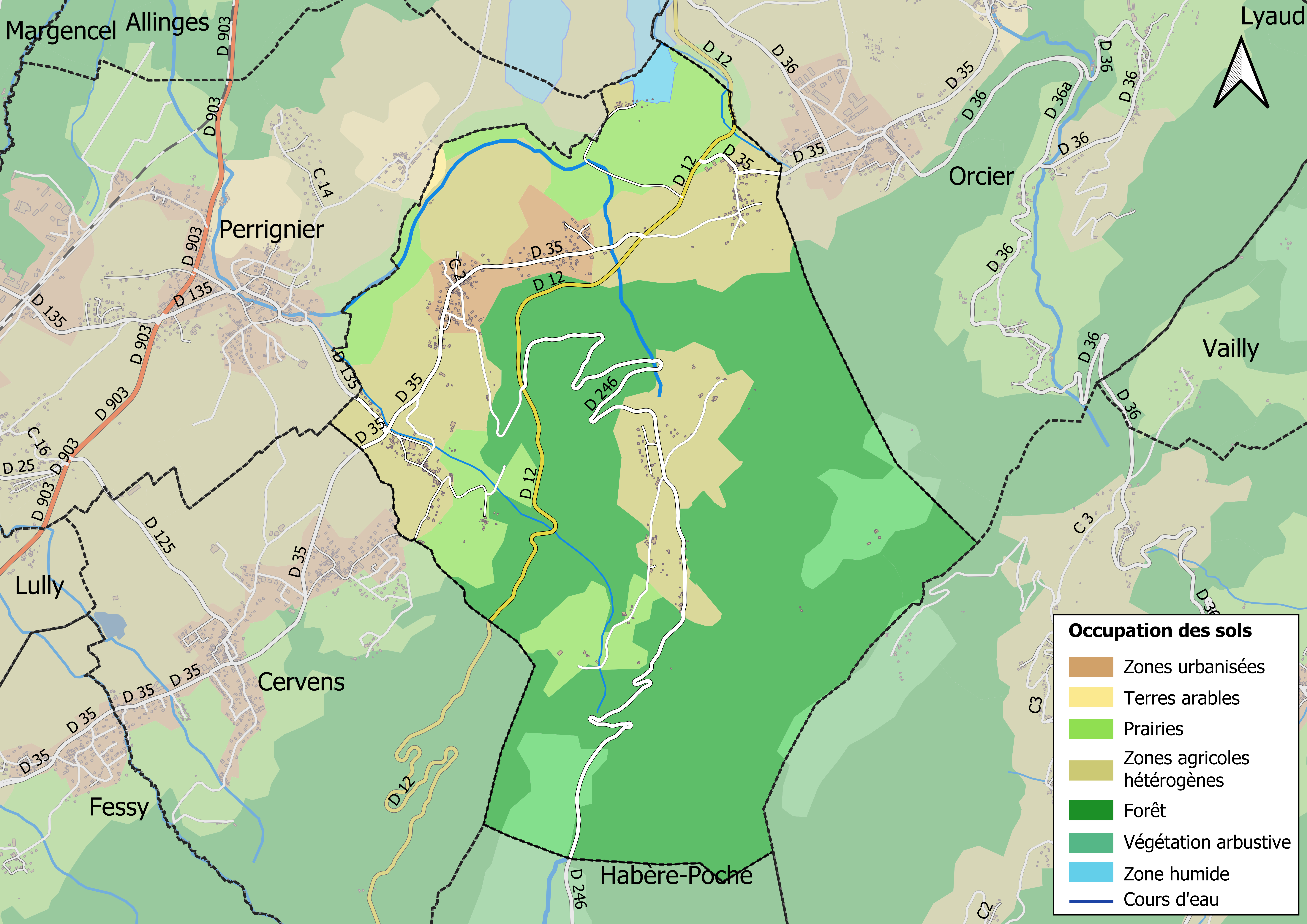
Carte des infrastructures et de l'occupation des sols en 2018 (CLC) de la commune.
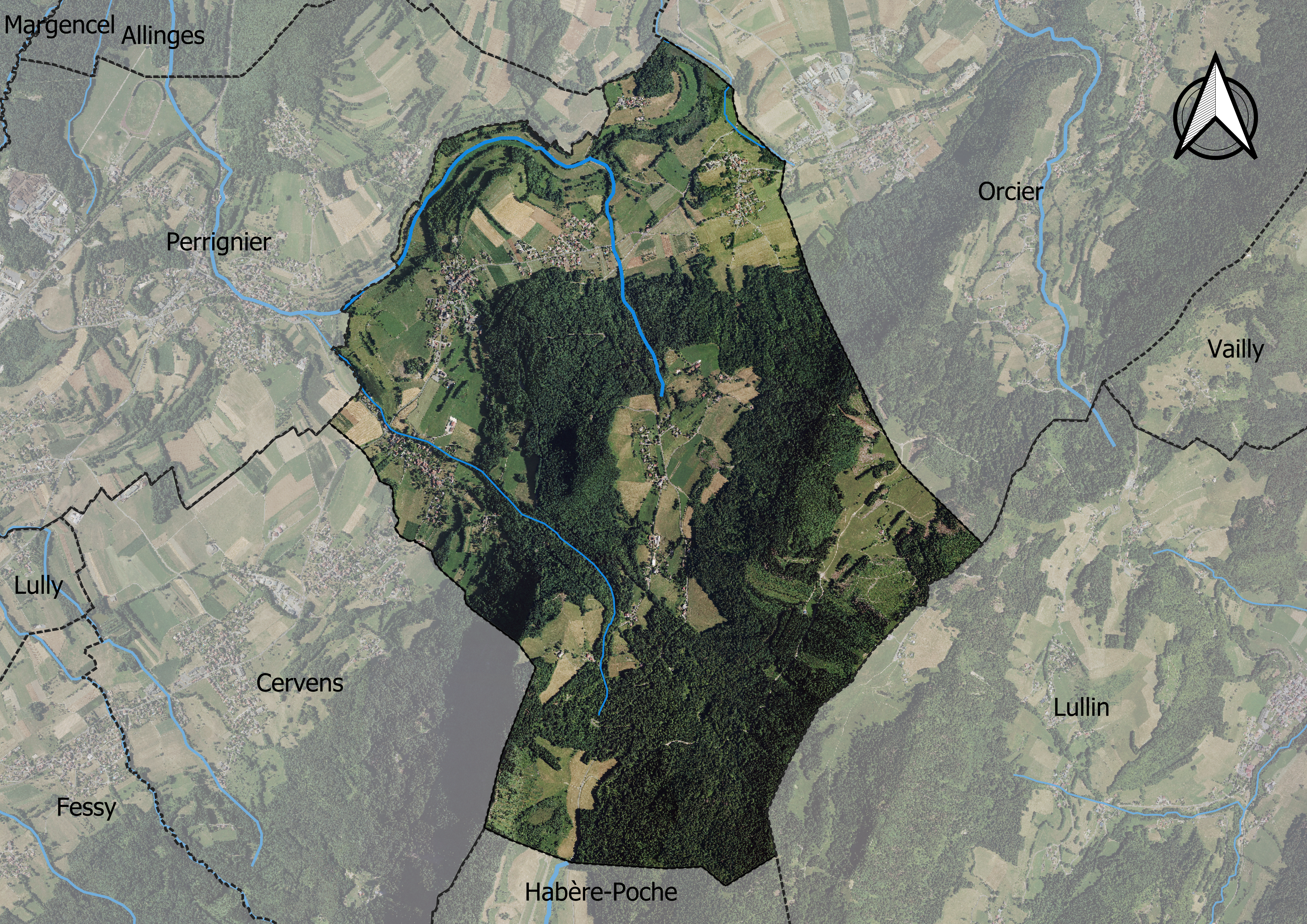
Carte orthophotogrammétrique de la commune.

## Toponymie
En francoprovençal, le nom de la commune s'écrit Dralyan (graphie de Conflans) ou Dralyent (ORB).

## Histoire
À l'époque médiévale existait un prieuré de bénédictins dépendant du prieuré Saint-Victor de Genève. Quelques actes le mentionne dans le Régeste genevois. On note au 14e siècle l'existence d'une carrière de pierre qui fournissait des meules de moulins dans le Bas-Chablais.
Lors des débats sur l'avenir du duché de Savoie, en 1860, la population est sensible à l'idée d'une union de la partie nord du duché à la Suisse. Une pétition circule dans cette partie du pays (Chablais, Faucigny, Nord du Genevois) et réunit plus de 13 600 signatures, dont 58 pour la commune,. Le duché est réuni à la suite d'un plébiscite organisé les 22 et 23 avril 1860 où 99,8 % des Savoyards répondent « oui » à la question « La Savoie veut-elle être réunie à la France ? ».
De 1974 à 2001, Draillant a été associée avec la commune de Perrignier :
- 1er janvier 1974 : fusion-association avec Perrignier ;
- 19 février 2001 : rétablissement de la commune de plein exercice.

## Politique et administration

### Situation administrative
Draillant appartient au canton de Thonon-les-Bains, qui compte selon le redécoupage cantonal de 2014 12 communes. Avant ce redécoupage, elle appartenait au canton de Thonon-les-Bains-Ouest, créé en 1995 des suites de la scission de l'ancien canton de Thonon-les-Bains.
Elle forme avec sept autres communes la communauté de communes des collines du Léman (CCCL).
Draillant relève de l'arrondissement de Thonon-les-Bains et de la cinquième circonscription de la Haute-Savoie, dont le député est Marc Francina (UMP) depuis les élections de 2012.

### Liste des maires
| Période                                  | Période | Identité       | Étiquette | Qualité |
| ---------------------------------------- | ------- | -------------- | --------- | ------- |
| mars 2008                                | ...     | Lucien Chessel | ...       | ...     |
| Les données manquantes sont à compléter. |         |                |           |         |

## Population et société

### Démographie
L'évolution du nombre d'habitants est connue à travers les recensements de la population effectués dans la commune depuis 1793. Pour les communes de moins de 10 000 habitants, une enquête de recensement portant sur toute la population est réalisée tous les cinq ans, les populations de référence des années intermédiaires étant quant à elles estimées par interpolation ou extrapolation. Pour la commune, le premier recensement exhaustif entrant dans le cadre du nouveau dispositif a été réalisé en 2006.

En 2022, la commune comptait 875 habitants, en évolution de +7,89 % par rapport à 2016 (Haute-Savoie : +6,01 %, France hors Mayotte : +2,11 %).
| 1793 | 1800 | 1806 | 1822 | 1838 | 1848 | 1858 | 1861 | 1866 |
| ---- | ---- | ---- | ---- | ---- | ---- | ---- | ---- | ---- |
| 411  | 403  | 410  | 550  | 656  | 626  | 602  | 582  | 602  |

| 1872 | 1876 | 1881 | 1886 | 1891 | 1896 | 1901 | 1906 | 1911 |
| ---- | ---- | ---- | ---- | ---- | ---- | ---- | ---- | ---- |
| 662  | 606  | 672  | 681  | 726  | 626  | 622  | 548  | 530  |

| 1921 | 1926 | 1931 | 1936 | 1946 | 1954 | 1962 | 1968 | 2006 |
| ---- | ---- | ---- | ---- | ---- | ---- | ---- | ---- | ---- |
| 470  | 480  | 443  | 456  | 372  | 369  | 346  | 290  | 661  |

| 2011 | 2016 | 2021 | 2022 | - | - | - | - | - |
| ---- | ---- | ---- | ---- | - | - | - | - | - |
| 739  | 811  | 885  | 875  | - | - | - | - | - |

## Culture et patrimoine

### Lieux et monuments
- Église Saint-Pierre, construite dans un style néoclassique sarde au XIXe siècle.

### Personnalités liées à la commune
- Général comte Clément de Maugny (1798-1859), officier et homme politique savoyard du royaume de Sardaigne.

### Héraldique
| Armes de Draillant | Les armes de Draillant se blasonnent ainsi : De gueules à une bande d'argent chargée d'une tour de sable ajourée aussi d'argent posée à plomb. |